# Закам'янська вулиця (Житомир)
Закам'янська вулиця — вулиця в Богунському районі міста Житомира.

## Характеристики
Розташована в районі Мальованки, на теренах Закам'янки.
Бере початок з вулиці Скульптора Олішкевича, прямує на південний схід. Завершується на Мальованській набережній біля Чуднівського мосту.

## Історія
Сформувалася до другої половини ХІХ століття як дорога, що з'єднувала хутори Закам'янки (зокрема, Геперта, Бобрика і Бариша) з мостом через річку Кам'янку на Павликівці. Первинна забудова вулиці переважно сформувалася до початку ХХ століття.
Історична назва вулиці — Друга Мельнична — вживалася з кінця ХІХ століття. У 1915 році вулиця у передмісті Закам'янка. З 1958 року — Червоногвардійська вулиця. З 1995 року чинна назва.